# Sère (Gers)
Sère é uma comuna francesa na região administrativa de Occitânia, no departamento de Gers. Estende-se por uma área de 8,64 km². Em 2010 a comuna tinha 79 habitantes (densidade: 9,1 hab./km²).